# Antianthe viridissima
Antianthe viridissima är en insektsart som beskrevs av Walker. Antianthe viridissima ingår i släktet Antianthe och familjen hornstritar. Inga underarter finns listade i Catalogue of Life.